# سلن
سلن (انگلیسی: Selen؛ زاده ۱۲ دسامبر ۱۹۶۶) یک بازیگر پورنوگرافی اهل ایتالیا است.